# ریدر (داکوتای شمالی)
ریدر(به انگلیسی: Reeder) شهری در ایالت داکوتای شمالی کشور ایالات متحده آمریکا است که جمعیت آن در سرشماری سال ۲۰۱۰ میلادی، ۱۶۲ نفر بوده‌است.